# The Geffen Film Company
The Geffen Film Company (znana również jako The Geffen Company i The Geffen Film Company, Inc., później znana jako Geffen Pictures) – amerykańskie przedsiębiorstwo zajmujące się dystrybucją i produkcją filmów oraz seriali telewizyjnych.

## Historia
Przedsiębiorstwo zostało założone jako niezależna wytwórnia w 1982 przez Davida Geffena, założyciela wytwórni płytowej Geffen Records. Rozprowadzało swoje filmy za pośrednictwem wytwórni Warner Bros. Pictures. DreamWorks Pictures, wytwórnia filmowa założona w 1994 przez Geffena wspólnie ze Stevenem Spielbergiem i Jeffreyem Katzenbergiem, została następcą przedsiębiorstwa Geffen Pictures.

## Produkcje

### Film
- Życiowy rekord (1982)
- Ryzykowny interes (1983)
- Zagubieni w Ameryce (1985)
- Po godzinach (1985)
- Krwiożercza roślina (1986)
- Sok z żuka (1988)
- Mężczyźni nie odchodzą (1990)
- W obronie życia (1991)
- Ostatni skaut (1991)
- M. Butterfly (1993)
- Wywiad z wampirem (1994)
- Karaluchy pod poduchy (1996)
- Michael Collins (1996)
- Beavis i Butt-head zaliczają Amerykę[5] (1996)
- Chłopak rzeźnika (1997)

### Telewizja
- Opowieści z krypty (1989–1996; niewymieniony)
- Żukosoczek (1989–1991)